# Поляна Войницька
45°19′ пн. ш. 15°38′ сх. д. / 45.31° пн. ш. 15.64° сх. д.
Поляна Войницька (хорв. Poljana Vojnićka) — населений пункт у Хорватії, у Карловацькій жупанії у складі громади Крняк.

## Населення
Населення за даними перепису 2011 року становило 18 осіб.
Динаміка чисельності населення поселення: